# 존 제이컵 애스터
존 제이컵 애스터(John Jacob Astor, 본명:독일어: Johann Jakob Astor 요한 야코프 아스토르[*], 1763년 7월 17일 ~ 1848년 3월 29일)는 애스터 가문의 첫 두드러진 일원이었던 독일계 미국인 사업가, 상인, 투자자였으며, 미국 최초의 억만장자였다. 그는 미국에서 첫 신탁의 창립자였다.
미국 독립 전쟁에 이어 미국으로 건너가 오대호 지방과 캐나다로 뻗어진 모피 무역 제국을 건설하였고, 후에 미국 서부와 태평양 연안으로 퍼졌다. 그는 아편 밀수에 연루되기도 하였다. 19세기 초반에 뉴욕 부동산으로 다양화시켜 후에 예술의 명성적 후원자가 되었다.

## 어린 시절
독일어 본명은 요한 야코프 아스토르로 그의 조상들은 사부아에서 온 발트교 난민들이었으며, 그는 자신의 인생을 통하여 개혁 교회의 회원으로 남아있었다. 현재 바덴뷔르템베르크주 라인네카르크라이스에 속하는 팔츠 선거후의 발도르프에서 태어났다. 그는 정육점 주인 요한 야코프 아스토르와 마리아 마그달레나의 아들이었고, 그의 경력은 독일에서 낙농제품 판매원으로서 아버지의 기업에서 보조자로 시작되었다. 1779년 16세의 나이로 악기 제조업자인 맏형 조지를 위하여 일하면서 런던으로 건너가 영어를 배웠다.
독립 전쟁이 끝난 후인 1784년 3월 미국에 도착하였다. 그의 형 헨리 애스터는 그를 뉴욕으로 앞서보내 애스터 가문이 시초에 관련된 정육점을 설립하였다. 그는 1780년대 후반에 인디언들과 모피 무역을 하여 뉴욕에 모피 상품점을 시작하였다. 또한 형의 악기 비지니스의 뉴욕 대리인이 되기도 하였다.
1785년 9월 19일 사라 토드와 결혼하였다. 그녀가 300 달러 밖에 안되는 결혼 지참금을 샀어도 사라는 검소한 마음과 남편이 다른 상인들보다 더 낮 주장한 비지니스의 판결을 지니어 애스터의 비지니스의 실습적 세부에서 그를 보조하였다.

## 모피 교역으로부터 행운
애스터는 캐나다와 오대호 지방에 새로운 시장들을 열은 1794년 영국과 미국 사이의 제이 조약의 장점을 가져갔다. 그러고나서 한번은 런던에서 당시 캐나다 노스웨스트 모피 무역의 부호였던 몬트리올과 퀘벡의 노스웨스트 회사와 연락하였다. 그는 모피를 몬트리올에서 뉴욕으로 수입하여 유럽의 전역으로 수출하였다. 1800년 안으로 그는 거의 100만 달러의 4분의 1을 축적하여 모피 무역에서 지도력있는 인물들 중의 하나가 된다. 1800년 청나라로 향하는 첫 미국 무역선 차이니즈 엠프레스(Chinese Empress)의 예에 이어서 애스터는 청나라 광저우와 함께 모피, 차와 백단을 교역하면서 위대한 이득을 얻었다.
1807년에 미국 의회에서 제정된 통상금지법이 그의 수출입 비지니스를 붕괴시켰다. 토머스 제퍼슨 대통령의 허락과 함께 애스터는 1808년 4월 6일 미국 모피 회사를 설립하였다. 그는 후에 컬럼비아 강과 오대호 지역들에서 모피 무역 통제의 명령에서 보조물들을 형성하였다 - 태평양 모피 회사와 사우스웨스트 모피 회사.
애스터리아(1811년 4월에 설립)에 있는 그의 컬럼비아 강 교역지는 태평양 연안에서 첫 미국의 공동체였다. 그는 변경의 거류지에 도달하기 위하여 1810~12년에 애스터 탐험을 융자하였다. 탐험대원들은 수만명의 정착자들이 로키산맥을 지난 오리건, 캘리포니아와 몰몬 트레일을 통한 사우스 패스를 발견할 작정이었다.
애스터의 모피 무역 모험들이 1812년 전쟁 도중에 영국군이 그의 교역소들을 점령하면서 또 다시 붕괴되었다. 1816년 그는 아편 밀수 무역에 가입하였다. 그의 미국 모피 회사가 터키의 아편 10톤을 구입하고 나서 마세도니언 무역선에 싣고 광저우로 보냈다. 애스터는 후에 청나라 아편 무역을 떠나 영국에 팔아남겼다.
미국 의회는 미국 영토들로부터 외국 상인들을 쫓아낸 보호 무역 법을 통과시킨 후 1817년에 애스터의 비지니스는 돌이켜졌다. 미국 모피 회사가 오대호 주변 지역에 무역을 지배하러 왔다. 1822년 그는 재결성된 회사를 위한 본부로서 매키노 섬에 애스터 하우스를 설립하여 모피 무역의 수도를 만들었다.
1804년 애스터는 에런 버로부터 맨해튼에서 99년 임개 계약을 남긴 재산을 구입하였다. 당시 버는 제퍼슨 대통령 아래 부통령을 지냈으며 6만 2천 5백 달러의 구입비를 절망적으로 필요하였다. 임대 계약은 1866년까지 계속되었고, 애스터는 거의 250 몫이나 되는 대지를 세분하기 시작하여 전대하였다.

## 부동산 중개업과 퇴직
1830년대에 애스터는 곧 세계에서 거대한 도시들 중의 하나로 최근 생겨나는 뉴욕의 증강으로 얘상될 다음의 큰 붐을 예견하였다. 그의 다른 모험들은 물론 미국 모피 회사로부터 물러나와 돈을 맨해튼 부동산의 큰 대지를 사고 개발하는 데 사용하였다. 그는 그의 대지에 드물게 지어, 대신 다른이들이 거기를 쓰는 데 렌트를 내게 하였다.
자신의 비지니스로부터 퇴직 후, 애스터는 자신의 나머지 일생을 문화의 후원자로 보냈다. 그는 조류학자 존 제임스 오듀본, 시인/작가 에드거 앨런 포와 헨리 클레이의 대통령 선거 운동을 지지하였다.
84세의 나이로 사망하여 맨해튼의 트리니티 교회 묘지에 안장되었다.

## 같이 보기
- 러시아-아메리카 회사
- 프리메이슨 목록